# Yasmine Khlat
Yasmine Khlat, née en 1959 à Ismaïlia (Égypte) dans une famille libanaise, est une romancière. Elle a entamé une carrière dans le cinéma avant de se consacrer à l'écriture. 

## Œuvres

### Cinéma
Premier rôle féminin dans :
- Nahla de F. Beloufa, 1979 ;
- Aziza d'A. Ben Ammar, 1980 ;
- Les Rêves de la ville de M. Malass, 1983 ;
- Script de Transes (Nass el Ghiwane) ;
- Réalisation de Leylouna, notre nuit, 1987. Documentaire de création.

### Littérature
Romans :
- 2001 : Le Désespoir est un péché, Seuil 2001. Prix des Cinq Continents de la Francophonie.
- 2004 : Partition libre pour Isabelle, Seuil 2004
- 2006 : Le Diamantaire, Seuil 2006
- 2010 : Vous me direz au crépuscule, éd. de la Revue Phénicienne, 2010

Hortense Zemina est une charmante vieille sociologue, élégante et réservée. Elle rédige une thèse sur le suicide et ses répercussions au sein d’une même famille. Il faudra l’arrivée de son assistante, Claire, en ce lieu reculé où elle médite, pour que tout soit transformé. Tout d’un coup, cette thèse abordée de façon presque clinique, semble intimement liée à la vie d’Hortense. Que cache-t-elle à Claire ? Qui est en danger ?
Dans Vous me direz au crépuscule, Yasmine Khlat nous offre un récit saisissant, où l'art de la psychologie des personnages et de la narration est parfaitement maîtrisé.
- 2019 : Egypte 51[1], Elyzad.
- 2020 : Cet amour, Elyzad.
- 2022 : La Dame d'Alexandrie[2] - nouvelle version de Vous me direz au crépuscule, Elyzad.

Traduction
Le Mont des Chèvres de Habib Selmi. Sinbad/Actes Sud, 1999